# Resolutie 2285 Veiligheidsraad Verenigde Naties
Resolutie 2285 van de Veiligheidsraad van de Verenigde Naties werd op 29 april 2016 aangenomen door de VN-Veiligheidsraad. De resolutie verlengde de VN-missie MINURSO in de Westelijke Sahara met één jaar.

## Standpunten
Tien leden van de Veiligheidsraad stemden voor, twee tegen, en drie onthielden zich. Venezuela en Uruguay hadden tegengestemd, Angola, Nieuw-Zeeland en Rusland hadden zich onthouden. Volgens Venezuela waren er verschillende meningen over de oplossing van de kwestie, en werd die van bepaalde lidstaten genegeerd. Uruguay verbaasde zich over het feit dat er geen verwijzing was naar de ingrijpende unilaterale beslissing die Marokko had genomen met betrekking tot de VN-missie. Angola en een aantal andere lidstaten hadden een amendement ingediend dat zonder debat was geweigerd. Het land vond ook dat de gebeurtenissen in de Westelijke Sahara niet aux serieux genoeg werden genomen. Rusland stelde dat de tekst open stond voor interpretatie, en dat er nog steeds geen positieve resultaten waren bereikt.
Marokko had in maart 2016 beslist dat een groot deel van MINURSO's burgerpersoneel het land uit moest en een militair verbindingskantoor te sluiten, nadat VN-secretaris-generaal Ban Ki-moon de annexatie van de Westelijke Sahara een "bezetting" had genoemd. Het ontbreken van een reactie hierop vanuit de VN werd toegeschreven aan Marokko's bondgenoot Frankrijk, alsook Spanje, Egypte en Senegal. Marokko stelde wel verder te willen samenwerken met de missie. Het land had in 2006 een plan op tafel gelegd dat de Westelijke Sahara meer autonomie zou geven, en dat onder meer door de VS wordt gesteund.

## Achtergrond
Begin jaren 1970 ontstond een conflict tussen Spanje, Marokko, Mauritanië en de Westelijke Sahara zelf over de Westelijke Sahara dat tot dan in Spaanse handen was. Marokko legitimeerde de aanspraak die het maakte op basis van historische banden met het gebied. Nadat Spanje het gebied had opgegeven bezette Marokko er twee derde van. Het land is nog steeds in conflict met Polisario dat met steun van Algerije de onafhankelijkheid blijft nastreven. Begin jaren 1990 kwam een plan op tafel om de bevolking van de Westelijke Sahara via een volksraadpleging zelf te laten beslissen over de toekomst van het land. Het was de taak van de VN-missie MINURSO om dat referendum op poten te zetten. Het plan strandde later echter door aanhoudende onenigheid tussen de beide partijen waardoor ook de missie nog steeds ter plaatse is.

## Inhoud
Het grootste deel van het civiele component van de VN-missie MINURSO kon niet langer in het gebied waar de missie actief was werken. Er werd aangedrongen de missie snel terug volledig te laten functioneren.
Het mandaat van de missie werd verlengd tot 30 april 2017.
De partijen moesten verder blijven werken aan de voorbereiding van een vijfde onderhandelingsronde, en de politieke wil tonen om intensiever en diepgaander te onderhandelen.
Lijst ·  2260 ·  2261 ·  2262 ·  2263 ·  2264 ·  2265 ·  2266 ·  2267 ·  2268 ·  2269 ·  2270 ·  2271 ·  2272 ·  2273 ·  2274 ·  2275 ·  2276 ·  2277 ·  2278 ·  2279 ·  2280 ·  2281 ·  2282 ·  2283 ·  2284 ·  2285 ·  2286 ·  2287 ·  2288 ·  2289 ·  2290 ·  2291 ·  2292 ·  2293 ·  2294 ·  2295 ·  2296 ·  2297 ·  2298 ·  2299 ·  2300 ·  2301 ·  2302 ·  2303 ·  2304 ·  2305 ·  2306 ·  2307 ·  2308 ·  2309 ·  2310 ·  2311 ·  2312 ·  2313 ·  2314 ·  2315 ·  2316 ·  2317 ·  2318 ·  2319 ·  2320 ·  2321 ·  2322 ·  2323 ·  2324 ·  2325 ·  2326 ·  2327 ·  2328 ·  2329 ·  2330 ·  2331 ·  2332 ·  2333 ·  2334 ·  2335 ·  2336